# 間奏曲はパリで
『間奏曲はパリで』（かんそうきょくはパリで、La Ritournelle）は、2014年のフランスのロマンティック・コメディ映画。
監督はマルク・フィトゥシ、出演はイザベル・ユペールとジャン＝ピエール・ダルッサンなど。
平穏だが退屈な日々に疑問を感じた倦怠期の主婦がパリでのささやかな冒険を通して改めて人生を見つめ直す姿を描いている。

## ストーリー
平凡な主婦・ブリジットは、夫と共にノルマンディーで農場を営んでいる。一人息子も巣立ち、夫婦間で倦怠期を迎えていることを感じ始めていた。そんな時、パリからやってきた姪マリオンの友人スタンと知り合う。彼に魅力を感じたブリジットは、夫に目的は明かさずにパリへ2泊3日の小旅行に出かける。パリでは同年代のデンマーク人紳士ジェスパーと知り合い、楽しいひと時を過ごす。しかし、突然の小旅行を怪しんだ夫グザヴィエもまた、パリに様子を見に来ていた。

## キャスト
- ブリジット - イザベル・ユペール
- グザヴィエ - ジャン＝ピエール・ダルッサン
- ジェスパー - ミカエル・ニクヴィスト
- スタン - ピオ・マルマイ
- マリオン - アナイス・ドゥムースティエ

## 作品の評価
アロシネによれば、フランスのメディアによる評価の平均は5点満点で3.4点である。